# مسجد بهرام آغا
مسجد بهرام آغا، يعتبر أحد المساجد القديمة المقامة على شارع العنبرية العام بالمدينة المنورة.

## بناء المسجد
- أنشأ المسجد أحد أغوات السرايا السلطانية في العهد العثماني وهو الآغا الشيخ بهرام آغا، وأقام فيه كتاباً لتعليم القرآن الكريم، ثم شغل موضع الكتاب بعد ذلك بمدرسة حكومية ابتدائية سُميت بالمدرسة المنصورية، وكانت تتولى تدريس طلاب المرحلة الابتدائية، وكانت هذه المدرسة تُشرف على المسجد لأن مدخل المسجد كان من داخل مبنى المدرسة، وقد أنشأ الشيخ بهرام آغا بجوار المسجد مدرسة لسكن طلبة العلم والفقراء المجاورين بالمدينة المنورة، وقد ظلت هذه المدرسة مدة من الزمن حتى تمت إزالتها.
- ُبُني في موضعها المدرسة المنصورية، وقد كان هذا المسجد في الماضي معلماً من معالم شارع العنبرية، تُقام فيه الصلوات الخمس، وقد عُينت له مديرية الأوقاف آنذاك إماماً رسمياً وهو الشيخ حسن بشير، ومؤذناً ومن الخدم من يتولون نظافة المسجد والعناية به، وقد تمت إضاءة المسجد بالكهرباء حيث تم الاستعانة باضاءته من محطة التوليد الكهربائية الخاصة بوكيل أمير المدينة المنورة آنذاك، وقد كانت هذه المحطة مجاورة للحرم، حيث أدركت إدارة الأوقاف بالمدينة آنذاك أهمية هذا المسجد وحاجته إلى الترميم والبناء؛ فعزمت على هدمه وإعادة بنائه من جديد فأنشأته من الخرسانة المسلحة والطوب، وتمت إضاءته بالكهرباء العامة، كما تمت توسعة المسجد في موضع مدرسة المنصورية بعد أن نقلت إلى مبناها الجديد، ولقد كان موضع المسجد على يمين السالك لشارع العنبرية متجهاً غرب إلى محطة السكة الحديدية، وقد بُني المسجد بالحجارة والطين، وكان مسقطه مربع الشكل، صغير المساحة إذ لا تتجاوز مساحته 95م، وقد كان للمسجد باب يفتح على الواجهة الشرقية إلى داخل المدرسة التي أُنشأت بجواره، كما احتوى على مجموعة من النوافذ والشبابيك التي انتظمت على الواجهتين الشرقية والجنوبية، وللمسجد مئذنة صغيرة غير مرتفعة تقع عند الركن الجنوبي الغربي، وبعد هدم المسجد وإعادة بنائه تمت توسعته ليشمل موضع المدرسة التي كانت في الجهة الشرقية، وقد بُني بالطوب الإسمنتي وسقف بالخرسانة المسلحة، وفتحَ للمسجد مدخل واحد في الجهة الشرقية، وقد أُحيط المدخل بنافذتين كبيرتين مستطيلتا الشكل ينتهي كل منهما من أعلى بعقد نصف دائري تعلوه فتحة دائرية الشكل، كما فُتحت ثلاثة نوافذ مشابهة على الواجهة الجنوبية، أما مدخل المسجد فكان على هيئة فتحة مستطيلة معقودة من أعلى بعقد نصف دائري متوسطاً الواجهة الشرقية.<refتاريخ معالم المدينة المنورة قديماً وحديثاً، أحمد ياسين أحمد الخياري، ط1، أحد إصدارات نادي المدينة المنورة الأدبي، 1410هـ/1990م، ص162.</ref>[1]

## المسجد حاليًا
موضع المسجد مقابلاً لشارع خزيمة بن ثابت من الجهة الغربية، وقد تمت إزالة هذا المسجد بالكامل اثناء إزالة محلة العنبرية عام 1413هـ/1993م لصالح المنطقة المركزية.